# Tokaido-lijn

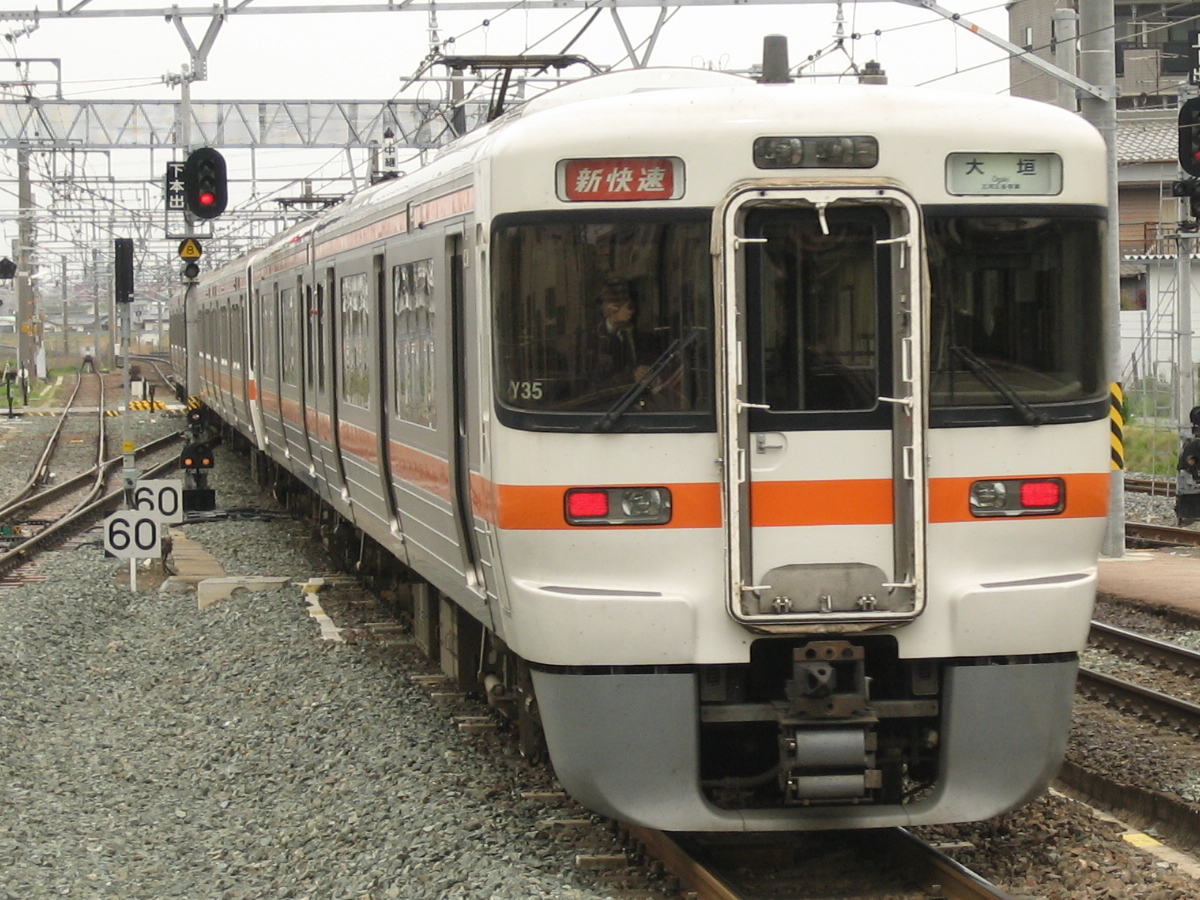
JR-Central 313-serie

De Tokaido-(hoofd)lijn (Japans: 東海道本線, Tōkaidō-honsen) is de belangrijkste hoofdlijn van de Japan Railways. Het verbindt Tokio (Station Tokio) met Kobe (Station Kobe). De totale lengte van de lijn die gebruikt wordt voor passagiersvervoer bedraagt 589,5 km. Indien men de goederenlijnen erbij rekent komt men op een totaal van 713,6 km. De Tokaido Shinkansen loopt parallel met deze lijn.
De naam "Tokaido-hoofdlijn" is afkomstig uit de pre-Shinkansen periode. Momenteel hebben meerdere delen van deze lijn een andere naam, die officieel gebruikt wordt door JR. Er zijn geen dagtreinen meer die de volledige afstand van de lijn afleggen. Langere reizen vereisen dus meerdere transfer. Er zijn wel nog enkele nachttreinen overgebleven die de volledige afstand afleggen.
De Tokaido-lijn wordt geëxploiteerd door drie JR-maatschappijen:
- East Japan Railway Company : Tokio - Atami
- Central Japan Railway Company : Atami - Maibara
- West Japan Railway Company : Maibara - Kobe

## Stations
Er zijn in totaal 161 stations op deze lijn
- JR East: 34
- JR Central: 80
- JR West: 47

### East Japan Railway Company
In Groot-Tokio wordt de Tōkaidō-lijn Shonan densha (湘南電車) genoemd. Deze lijn heeft een sneltrein, de Rapid Acty (快速アクティ;Kaisoku Akuthi) en
een Intercity, de Commuter Rapid (通勤快速). In Centraal-Tokio loopt de lijn parallel met de Yamanote-lijn tussen Tokio en Yokohama met de Keihin-Tohoku-lijn en tussen Tokio en Ofuna met de Yokosuka-lijn.
Alle treinen beschikken over dubbeldek "Green Cars" (Eerste klas).
| Station    | Japans | Afstand (km) | Afstand (km) | Plaats                | Plaats     | Verbinding |
| Station    | Japans |              | van Tokio    | Wijk, Stad (gemeente) | Prefectuur | Verbinding |
| ---------- | ------ | ------------ | ------------ | --------------------- | ---------- | --- |
| Tokio      | 東京   |              | 0,0          | Chiyoda               | Tokio      | East Japan Railway Company (JR East): Tohoku Shinkansen, Joetsu Shinkansen, Yamanote-lijnChuo-lijn, Sobu-lijn, Yokosuka-lijn, Keiy-lijn, Keihin-Tohoku-lijn Central Japan Railway Company (JR Central):Tokaido Shinkansen Tokyo Metro:○Marunouchi-lijn(M-17), ○Tozai-lijn(Station Otemachi: T-09)             |
| Shimbashi  | 新橋   | 1,9          | 1,9          | Minato                | Tokio      | JR East: Yamanote-lijnYokosuka-lijn, Keihin-Tohoku-lijn Tokyo Metro : ○Ginza-lijn(G-08) Metro van Toei: ○Asakusa-lijn(A-10) Yurikamome |
| Shinagawa  | 品川   | 4,7          | 6,8          | Minato                | Tokio      | East Japan Railway Company: Yokosuka-lijn, Keihin-Tohoku-lijn, Yamanote-lijn Central JR: Tokaido Shinkansen Keihin Electric Express Railway: Keikyu-lijn |
| Kawasaki   | 川崎   | 11,4         | 18,2         | Kawasaki-ku, Kawasaki | Kanagawa   | JR East: Keihin-Tohoku-lijn, Nambu-lijn (Station Keikyu-Kawasaki) Keihin Electric Express Railway: Keihin-lijn, Keikyu Daishi-lijn |
| Yokohama   | 横浜   | 10,6         | 28,8         | Nishi-ku, Yokohama    | Kanagawa   | East Japan Railway Company: Keihin-Tohoku-lijn, Negishi-lijn, Yokosuka-lijn Tokio Kyuko Electric Railway: Tokyu Tōyoko-lijn Keihin Electric Express Railway: Keihin-lijn Sagami Railway: Sagami Railway-lijn Metro van Yokohama: Blauwe-lijn (lijn 3) [Yokohama Minatomirai Railway Company: Minatomirai-lijn |
| Totsuka    | 戸塚   | 12,1         | 40,9         | Totsuka-ku (Yokohama) | Kanagawa   | JR East: Yokosuka-lijn Metro van Yokohama: Blauwe-lijn (lijn 1) |
| Ofuna      | 大船   | 5,6          | 46,5         | Sakae-ku (Yokohama)   | Kanagawa   | JR East: Negishi-lijn, Yokosuka-lijn Shonan Monorail |
| Ofuna      | 大船   | 5,6          | 46,5         | Kamakura              | Kanagawa   | JR East: Negishi-lijn, Yokosuka-lijn Shonan Monorail |
| Fujisawa   | 藤沢   | 4,6          | 51,1         | Fujisawa              | Kanagawa   | Odakyu Electric Railway: Enoshima-lijn Enoden |
| Tsujido    | 辻堂   | 3,7          | 54,8         | Fujisawa              | Kanagawa   | |
| Chigasaki  | 茅ヶ崎 | 3,8          | 58,6         | Chigasaki             | Kanagawa   | JR East: Sagami-lijn |
| Hiratsuka  | 平塚   | 5,2          | 63,8         | Hiratsuka             | Kanagawa   | |
| Oiso       | 大磯   | 4,0          | 67,8         | Oiso                  | Kanagawa   | |
| Ninomiya   | 二宮   | 5,3          | 73,1         | Ninomiya              | Kanagawa   | |
| Kozu       | 国府津 | 4,6          | 77,7         | Odawara               | Kanagawa   | Central Japan Railway Company : Gotemba-lijn |
| Kamonomiya | 鴨宮   | 3,1          | 80,8         | Odawara               | Kanagawa   | |
| Odawara    | 小田原 | 3,1          | 83,9         | Odawara               | Kanagawa   | Central Japan Railway Company : Tokaido Shinkansen Odakyu Electric Railway: Odakyu Odawara-lijn Hakone Tozan-lijn, Izu-Hakone Tozan Railway:Daiyuzan-lijn |
| Hayakawa   | 早川   | 2,1          | 86,0         | Odawara               | Kanagawa   | |
| Nebukawa   | 根府川 | 4,4          | 90,4         | Odawara               | Kanagawa   | |
| Manazuru   | 真鶴   | 5,4          | 95,8         | Manazuru              | Kanagawa   | |
| Yugawara   | 湯河原 | 3,3          | 99,1         | Yugawara              | Kanagawa   | |
| Atami      | 熱海   | 5,5          | 104,6        | Atami                 | Shizuoka   | JR East: Ito-lijn Central Japan Railway Company : Tōkaidō Shinkansen |

### Central Japan Railway Company
| Station               | Japans     | Verbindingen | Plaats                | Plaats     |
| Station               | Japans     | Verbindingen | Wijk/Stad             | Prefectuur |
| --------------------- | ---------- | --- | --------------------- | ---------- |
| Atami                 | 熱海       | JR Tokai: Tokaido Shinkansen JR East: Ito-lijn                                                                                       | Atami                 | Shizuoka   |
| Kannami               | 函南       | | Kannami               | Shizuoka   |
| Mishima               | 三島       | JR Tokai: Tokaido Shinkansen Izu-Hakone Railway: Sunzu-lijn                                                                          | Mishima               | Shizuoka   |
| Numazu                | 沼津       | JR Tokai: Gotemba-lijn | Numazu                | Shizuoka   |
| Katahama              | 片浜       | | Numazu                | Shizuoka   |
| Hara                  | 原         | | Numazu                | Shizuoka   |
| Higashi-Tagonoura     | 東田子の浦 | | Fuji                  | Shizuoka   |
| Yoshiwara             | 吉原       | | Fuji                  | Shizuoka   |
| Fuji                  | 富士       | JR Tokai: Minobu-lijn | Fuji                  | Shizuoka   |
| Fujikawa              | 富士川     | | Fujikawa              | Shizuoka   |
| Shin-Kambara          | 新蒲原     | | Shimizu-ku (Shizuoka) | Shizuoka   |
| Kambara               | 蒲原       | | Shimizu-ku (Shizuoka) | Shizuoka   |
| Yui                   | 由比       | | Yui                   | Shizuoka   |
| Okitsu                | 興津       | | Shimizu-ku (Shizuoka) | Shizuoka   |
| Shimizu               | 清水       | | Shimizu-ku (Shizuoka) | Shizuoka   |
| Kusanagi              | 草薙       | Shizuoka Railway | Shimizu-ku (Shizuoka) | Shizuoka   |
| Higashi-Shizuoka      | 東静岡     | | Aoi-ku (Shizuoka)     | Shizuoka   |
| Shizuoka              | 静岡       | JR Tokai: Tokaido Shinkansen Shizuoka Railway (Station Shin-Shizuoka )                                                               | Aoi-ku (Shizuoka)     | Shizuoka   |
| Abekawa               | 安倍川     | | Suruga-ku (Shizuoka)  | Shizuoka   |
| Mochimune             | 用宗       | | Suruga-ku (Shizuoka)  | Shizuoka   |
| Yaizu                 | 焼津       | | Yaizu                 | Shizuoka   |
| Nishi-Yaizu           | 西焼津     | | Yaizu                 | Shizuoka   |
| Fujieda               | 藤枝       | | Fujieda               | Shizuoka   |
| Rokugo                | 六合       | | Shimada               | Shizuoka   |
| Shimada               | 島田       | | Shimada               | Shizuoka   |
| Kanaya                | 金谷       | Oigawa Railway: Oigawa-lijn | Shimada               | Shizuoka   |
| Kikugawa              | 菊川       | | Kikugawa              | Shizuoka   |
| Kakegawa              | 掛川       | JR Tokai: Tokaido Shinkansen Tenryu-Hamanako Railway                                                                                 | Kakegawa              | Shizuoka   |
| Aino                  | 愛野       | | Fukuroi               | Shizuoka   |
| Fukuroi               | 袋井       | | Fukuroi               | Shizuoka   |
| Iwata                 | 磐田       | | Iwata                 | Shizuoka   |
| Toyodacho             | 豊田町     | | Iwata                 | Shizuoka   |
| Tenryugawa            | 天竜川     | | Hamamatsu             | Shizuoka   |
| Hamamatsu             | 浜松       | JR Tokai: Tokaido Shinkansen [Enshu Railway (Station Shin-Hamamatsu)                                                                 | Hamamatsu             | Shizuoka   |
| Takatsuka             | 高塚       | | Hamamatsu             | Shizuoka   |
| Maisaka               | 舞阪       | | Hamamatsu             | Shizuoka   |
| Bentenjima            | 弁天島     | | Hamamatsu             | Shizuoka   |
| Araimachi             | 新居町     | | Arai                  | Shizuoka   |
| Washizu               | 鷲津       | | Kosai                 | Shizuoka   |
| Shinjohara            | 新所原     | Tenryu-Hamanako Railway | Kosai                 | Shizuoka   |
| Futagawa              | 二川       | | Toyohashi             | Aichi      |
| Toyohashi             | 豊橋       | JR Tokai: Tokaido Shinkansen,Iida-lijn Meitetsu: Nagoya Hoofdlijn Toyohashi Railway: Atsumi-lijn (Station Shin-Toyohashi)            | Toyohashi             | Aichi      |
| Nishi-Kozakai         | 西小坂井   | | Kozakai               | Aichi      |
| Aichi-Mito            | 愛知御津   | | Mito                  | Aichi      |
| Station Mikawa-Otsuka | 三河大塚   | | Gamagori              | Aichi      |
| Mikawa-Miya           | 三河三谷   | | Gamagori              | Aichi      |
| Gamagori              | 蒲郡       | Meitetsu: Gamagori-lijn | Gamagori              | Aichi      |
| Mikawa-Shiotsu        | 三河塩津   | Meitetsu: Gamagori-lijn (Station Gamagori-Kyoteijo-mae)                                                                              | Gamagori              | Aichi      |
| Sangane               | 三ヶ根     | | Koda                  | Aichi      |
| Koda                  | 幸田       | | Koda                  | Aichi      |
| Okazaki               | 岡崎       | Aichi-ringlijn | Okazaki               | Aichi      |
| Nishi-Okazaki         | 西岡崎     | | Okazaki               | Aichi      |
| Anjo                  | 安城       | | Anjo                  | Aichi      |
| Mikawa-Anjo           | 三河安城   | JR Tokai: Tokaido Shinkansen | Anjo                  | Aichi      |
| Higashi-Kariya        | 東刈谷     | | Kariya                | Aichi      |
| Kariya                | 刈谷       | Meitetsu: Mikawa-lijn | Kariya                | Aichi      |
| Aizuma                | 逢妻       | | Kariya                | Aichi      |
| Obu                   | 大府       | JR Tokai: Taketoyo-lijn | Aichi                 | Aichi      |
| Kyowa                 | 共和       | | Aichi                 | Aichi      |
| Ōdaka                 | 大高       | | Midori-ku (Nagoya)    | Aichi      |
| Kasadera              | 笠寺       | | Minami-ku (Nagoya)    | Aichi      |
| Atsuta                | 熱田       | | Atsuta-ku (Nagoya)    | Aichi      |
| Kanayama              | 金山       | JR Tokai: Chuo-lijn Meitetsu: Nagoya Hoofdlijn Metro van Nagoya: Meijo-lijn                                                          | Naka-ku (Nagoya)      | Aichi      |
| Otobashi              | 尾頭橋     | | Nakagawa-ku (Nagoya)  | Aichi      |
| Nagoya                | 名古屋     | JR Tokai: Tokaido Shinkansen, Kansai-lijn, Chuo-lijn Meitetsu: Nagoya Hoofdlijn Metro van Nagoya: Higashiyama-lijn, Sakura-Dori-lijn | Nakamura-ku (Nagoya)  | Aichi      |
| Biwajima              | 枇杷島     | Tokai Transport Service Company Johoku-lijn                                                                                          | Kiyosu                | Aichi      |
| Kiyosu                | 清洲       | | Inazawa               | Aichi      |
| Inazawa               | 稲沢       | | Inazawa               | Aichi      |
| Owari-Ichinomiya      | 尾張一宮   | Meitetsu (Station Meitetsu-Ichinomiya): Nagoya Hoofdlijn, Bisai-lijn                                                                 | Ichinomiya            | Aichi      |
| Kisogawa              | 木曽川     | | Ichinomiya            | Aichi      |
| Gifu                  | 岐阜       | JR Tokai: Takayama-lijn Meitetsu (Station Meitetsu-Gifu]): Nagoya Hoofdlijn, Kagamihara-lijn                                         | Gifu                  | Gifu       |
| Nishi-Gifu            | 西岐阜     | | Gifu                  | Gifu       |
| Hozumi                | 穂積       | | Mizuho                | Gifu       |
| Ogaki                 | 大垣       | Kintetsu Corporation: Kintetsu Yoro-lijn Tarumi Railway: Tarumi-lijn                                                                 | Ogaki                 | Gifu       |
| Tarui                 | 垂井       | | Tarui                 | Gifu       |
| Sekigahara            | 関ヶ原     | | Sekigahara            | Gifu       |
| Kashiwabara           | 柏原       | | Maibara               | Shiga      |
| Omi-Nagoka            | 近江長岡   | | Maibara               | Shiga      |
| Samegai               | 醒ヶ井     | | Maibara               | Shiga      |
| Maibara               | 米原       | JR Tokai: Tokaido Shinkansen JR West: Hokuriku-lijn Ohmi Railway: Ohmi Railway-lijn                                                  | Maibara               | Shiga      |

### West Japan Railway Company

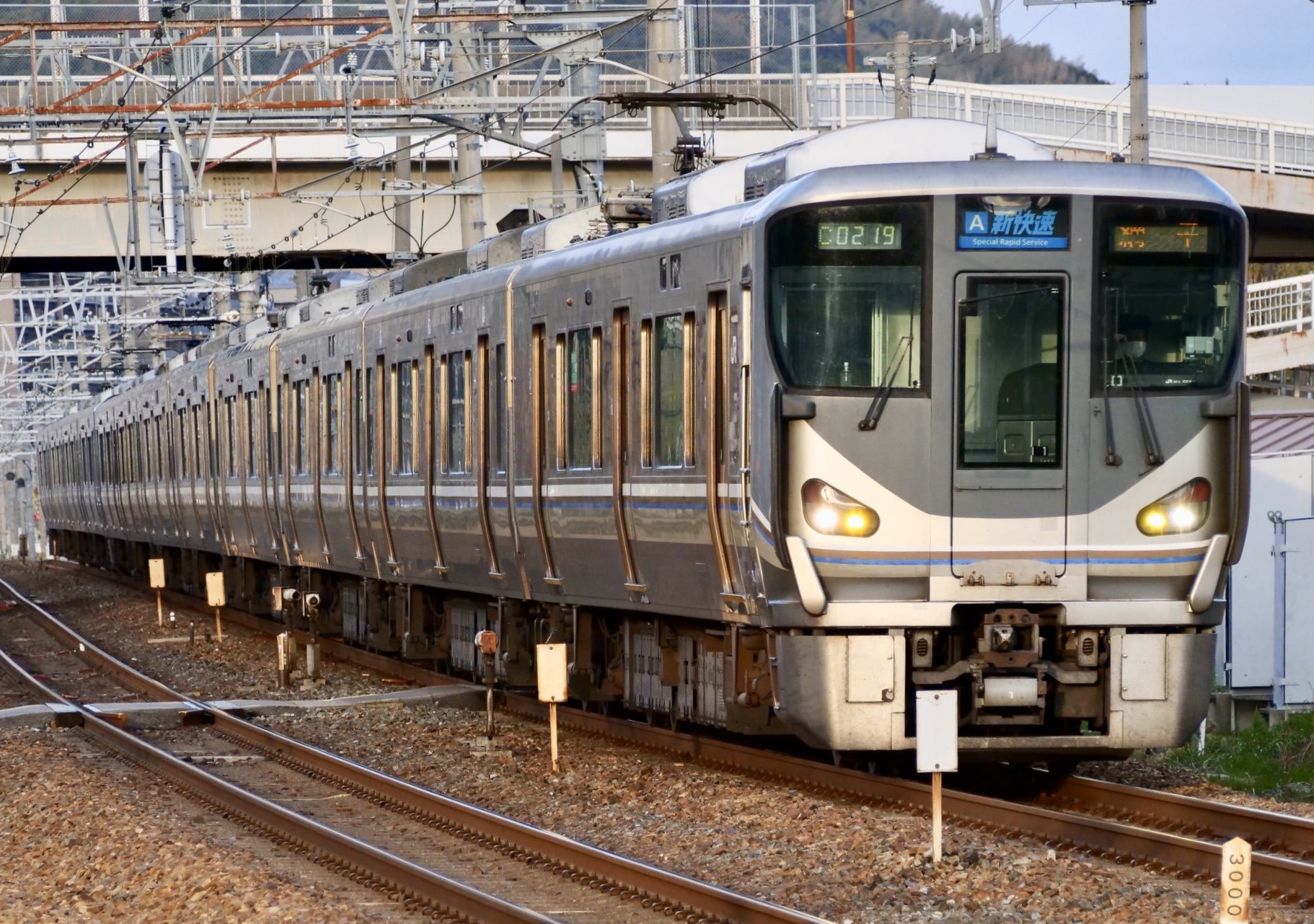
JR-West 225

#### Biwako-lijn
Na Maibara gaat de Tokaido-lijn over in de Biwako-lijn. De Biwako-lijn doet echter ook nog drie stations aan die tot de Hokuriku-lijn behoren.

##### Treinen
- Shinkaisoku (新快速; Special Rapid Service), een Intercity, stopt in Nagahama, Tamura, Sakata, Maibara, Hikone, Notogawa, Omi-Hachiman, Yasu, Moriyama, Kusatsu, Ishiyama, Otsu, Yamashina en Kioto
- Kaisoku (快速; Rapid Service), een sneltrein, stopt in alle stations tussen Nagahama en Kioto
- Futsu (普通; Local train), een stoptrein, stopt in alle stations tussen Yasu en Kioto.

##### Stations
- Station Nagahama (Hokuriku-lijn)
- Station Tamura (Hokuriku-lijn)
- Station Sakata (Hokuriku-lijn)
- Station Maibara
- Station Hikone
- Station Minami-Hikone
- Station Kawase
- Station Inae
- Station Notogawa
- Station Azuchi
- Station Omi-Hachiman
- Station Shinohara
- Station Yasu
- Station Moriyama
- Station Ritto
- Station Kusatsu
- Station Minami-Kusatsu
- Station Seta
- Station Ishiyama
- Station Zeze
- Station Otsu
- Station Yamashina
- Station Kioto

#### Kioto-lijn

##### Treinen
- Shinkaisoku (新快速; Special Rapid Service), een Intercity, Kioto, Takatsuki, Shin-Osaka en Osaka.
- Kaisoku (快速; Rapid Service), een sneltrein, stopt in alle stations tussen Kioto en Takatsuki en vervolgens in Ibaraki, Shin-Osaka, en Osaka. Tijdens de week zijn er ’s morgens en ‘s avonds geen haltes in de stations Nishi-Oji, Mukomachi en Yamazaki
- Futsu (普通; Local train), een stoptrein, stopt in alle stations.

##### Stations
- Station Kioto
- Station Nishioji
- Station Katsuragawa
- Station Mukomachi
- Station Nagaokakyo
- Station Yamazaki
- Station Shimamoto
- Station Takatsuki
- Station Settsu-Tonda
- Station Ibaraki
- Station Senrioka
- Station Kishibe
- Station Suita
- Station Higashi-Yodogawa
- Station Shin-Osaka
- Station Osaka

#### Kobe-lijn
De JR Kobe-lijn loopt door tot in het station van Himeji. Enkel het deel tussen Osaka en Kobe maakt deel uit van de Tokaido-lijn. Het deel tussen Kobe en Himeji is een onderdeel van de Sanyo-lijn (die verder loopt tot in Hakata, Fukuoka).

##### Stations
- Station Osaka
- Station Tsukamoto
- Station Amagasaki
- Station Tachibana
- Station Koshienguchi
- Station Nishinomiya
- Station Sakura-Shukugawa (opening voorzien op 18 maart 2007)
- Station Ashiya
- Station Konan-Yamate
- Station Settsu-Motoyama
- Station Sumiyoshi
- Station Rokkomichi
- Station Nada
- Station Sannomiya
- Station Motomachi
- Station Kobe

## Treinen
Naast de normale lokake, regionale en intercitytreinen (futsu, kaisoku en shinkaisoku) rijden er ook nog een beperkt aantal expresstreinen op de Tokaido-lijn.

### Dagtreinen
- Biwako Express (Maibara-Osaka)
- Fujikawa (Shizuoka-Fuji)
- Haruka (Maibara-Kansai International Airport)
- Hida (Nagoya-Gifu, Gifu-Osaka)
- Odoriko (Tokio-Atami-Ito-Shimoda) (Tokio-Mishima-Shuzenji)
- Super-view Odoriko, Resort Odoriko, Fleur Odoriko (Tokio-Atami-Ito-Shimoda)
- Shinano (Nagoya-Osaka)
- Shirasagi (Nagoya-Maibara)

### Nachttreinen
- Fuji (Tokio-Oita)
- Ginga (Tokio-Osaka)
- Hayabusa (Tokio-Kumamoto)
- Moonlight Nagara (Tokio-Ogaki)
- Sunrise Izumo (Tokio-Izumo via Okayama)
- Sunrise Seto (Tokio-Takamatsu)

Shinkansen: Akita · Hokuriku · Joetsu · Tōhoku · Yamagata

Groot-Tokio: Akabane · Chūō · Chūō-Sōbu · Hachiko · Itsukaichi · Joban · Karasuyama · Kashima · Kawagoe · Keihin-Tohoku · Keiyo · Kururi · Mito · Musashino · Nambu · Narita · Negishi · Nikkō · Ome · Ryomo · Sagami · Saikyo · Shonan Shinjuku · Sōbu · Sotobo · Takasaki · Togane · Tohoku · Tōkaidō · Tsurumi · Uchibo · Yamanote · Yokohama · Yokosuka

 Tōkai en Koshinetsu: Agatsuma · Chūō · Echigo · Hakushin · Iiyama · Ito · Joetsu · Koumi · Ooito · Shinetsu · Shinonoi · Yahiko

 Tōhoku: Kisuki · Oostelijke Ban'etsu · Oostelijke Riku'u · Gono · Hachinohe · Hanawa · Ishinomaki · Iwaizumi · Jōban · Kamaishi · Kesennuma · Kitakami · Ofunato · Oga · Ominato · Ōu · Senseki · Senzan · Suigun · Tadami · Tazawako · Tōhoku · Tsugaru · Tsugaru Kaikyo · Uetsu · Westelijke Ban'etsu · Westelijke Riku'u · Yamada · Yonesaka
Shinkansen: Tōkaidō

Hoofdlijn: Chuo · Kansai · Kisei · Tōkaidō · Takayama

Regionaal: Gotemba · Iida · Jōhoku · Meishō · Minobu · Sangū · Taita · Taketoyo
Shinkansen: Sanyō

Hoofdlijn: Hokuriku · Kansai · Kisei · San'in · Sanyō · Takayama · Tōkaidō

Regionaal: Akō · Bantan · Etsumi-Hoku · Fukuchiyama · Fukuen · Gantoku · Geibi · Hakubi · Hibi · Honshi-Bisan · Inbi · Jōhana · Kabe · Kakogawa · Katamachi · Kibi · Kishin · Kisuki · Kure · Kusatsu · Maizuru · Mine · Nanao · Ohama · Oito · Onoda · Sakai · Sakurai · Sanko · Tsuyama · Ube · Uno · Wakayama · Yamaguchi

Voorstadsnetwerk:  Biwako ·  Gakkentoshi (Katamachi) ·  Hanwa ·  Kansai Airport ·  Kobe ·  Kosei ·  Kioto · Nara · Osaka-ringlijn · Osaka Higashi ·  Sagano ·  Tozai ·  Yamatoji · Yumesaki